# Nihon teria

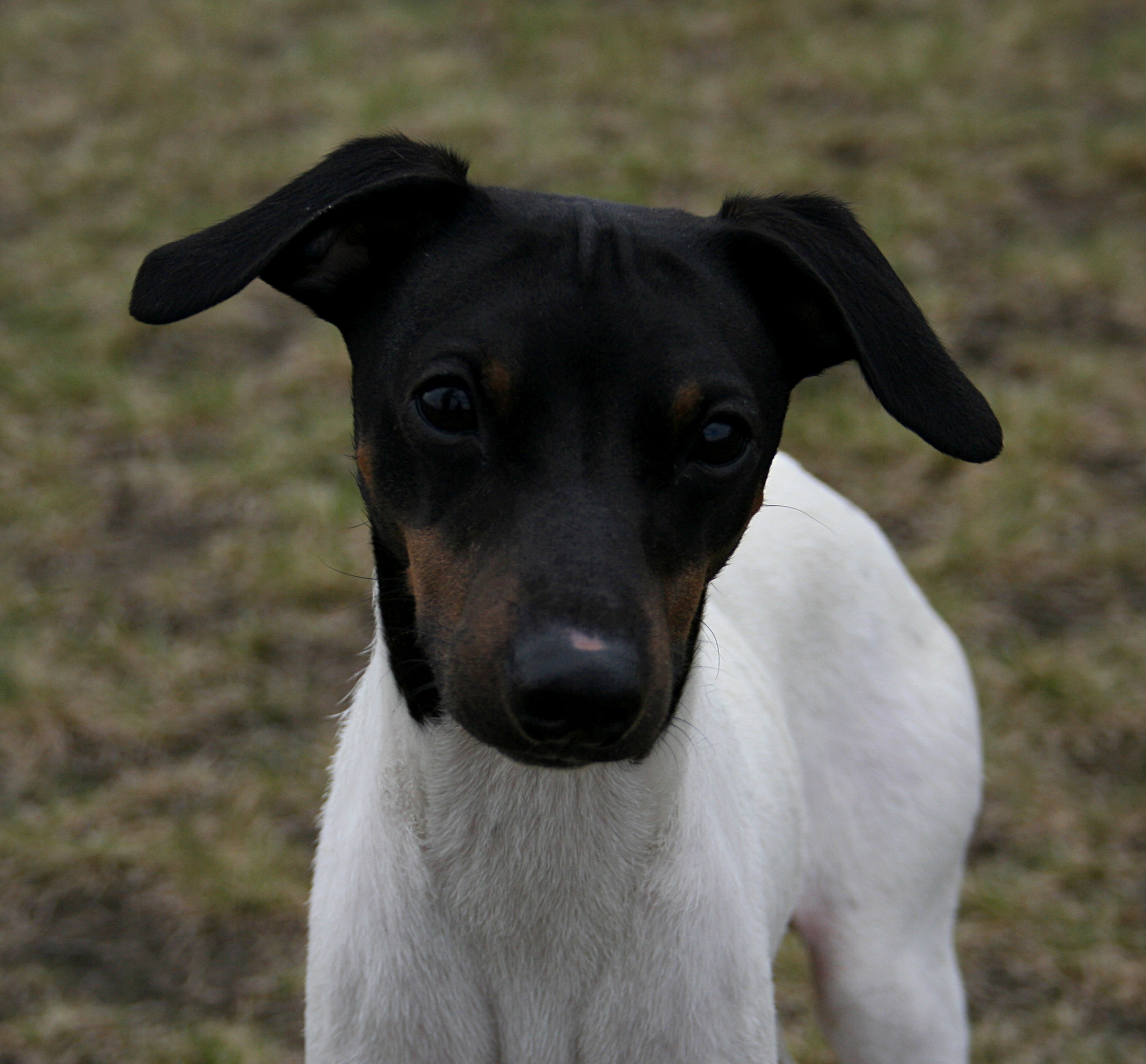
Głowa psa rasy Nihon teria.

Nihon teria – jedna z ras psów, należąca do grupy terierów, zaklasyfikowana do sekcji terierów krótkonożnych. Nie podlega próbom pracy.

## Rys historyczny
Przodkowie tych psów przybyli razem z holenderskimi żeglarzami do Japonii. Rasa ta powstała w wyniku krzyżowania przybyłych psów podobnych do foksterierów z terierem kobe, toy terrierem i minibullterierem. W roku 1932 został utworzony w Japonii Klub Nihon teria, którego pierwszym przewodniczącym był Tamura Kikujiro. Natomiast JKC (Japan Kennel Club) został członkiem FCI w roku 1979. Pierwszy standard tej rasy w organizacji FCI został opublikowany 9 maja 1973 roku, gdzie jeszcze była mowa o Nihon Fox Terrierze (smooth). W Polsce jest rasą unikalną.

## Temperament
Inteligentne i przyjacielskie, lubią życie na łonie rodziny. Ze względu na wąską pulę genów mogą być potencjalnie narażone na różne schorzenia. Temperament: czasami bywają lękliwe. 

## Wygląd ogólny
Głowa
- Nos czarny z prostym nosowym mostem.
- Wargi cienkie i napięte.
- Zęby silne i białe, ze zgryzem nożycowym.
- Oczy umiarkowane, owalne, ciemne
- Uszy mają wysoki poziom, umiarkowanie małe, cienkie, w kształcie V i spadające naprzód.

### Szata i umaszczenie
Sierść u teriera japońskiego jest krótka, gęsta o gładkim włosie. Umaszczenie spotykane u tej rasy jest trójbarwne o czarnej głowie. Występuje także umaszczenie podpalane i białe, białe ze znaczeniami czarnymi lub podpalanymi lub białe z plamami czarnymi.